# Authie, Calvados
Authie är en kommun i departementet Calvados i regionen Normandie i norra Frankrike. Kommunen ligger i kantonen Caen 2e Canton som ligger i arrondissementet Caen. År 2022 hade Authie 1 691 invånare.

## Befolkningsutveckling
Antalet invånare i kommunen Authie
Referens: INSEE